# 高茂岬

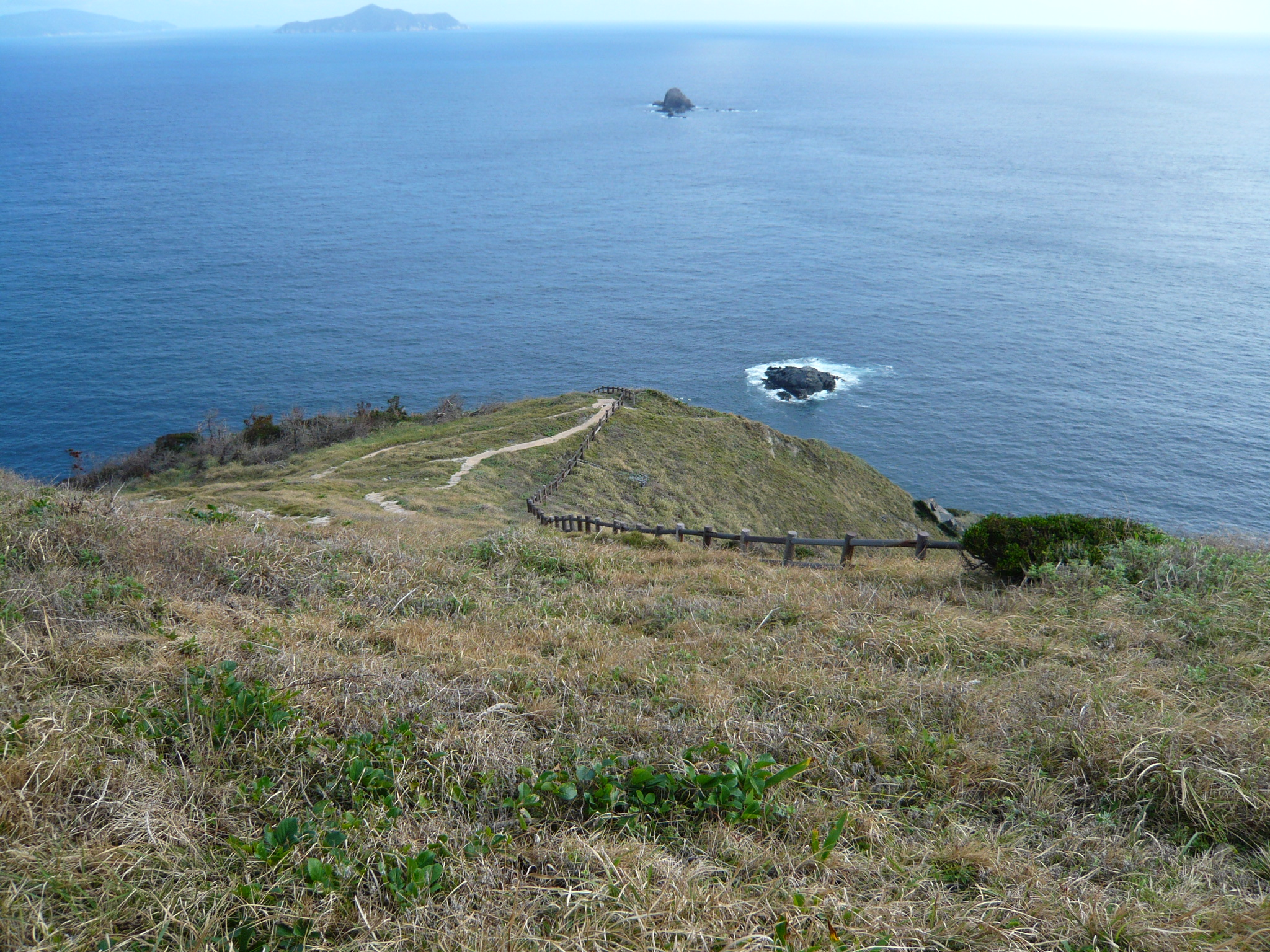
高茂岬の展望所から南を望む

高茂岬（こうもみさき）は、愛媛県南宇和郡愛南町に属し、豊後水道に突き出る船越半島にある。足摺宇和海国立公園に指定され、四国八十八景43番「連なる断崖絶壁と太平洋の広大な海原を一望」として選定されている。

## 概要
80 - 100mに達する海食崖の海岸線を形成している。展望所からは、南に高知県の沖の島や鵜来島が見える。西には豊後水道越しに九州山地も見えることもあり夕刻の風景も楽しめる。
ノジギクが群生し11月頃に開花する。付近にはウバメガシやアオギリが自生しており、日本猿や狸、兎も生息している。
第2次世界大戦中には、岬の先端に砲台が設置されていた。また、潜水艦などの侵入を察知する防備衛所である高茂衛所が、由良衛所と共に設置されていた。

## 交通
愛媛県道34号平城高茂岬線および愛媛県道300号高茂岬船越線が整備され半島を一周できる。定期船、バスなどはない。船越地区から西周りで約12km。

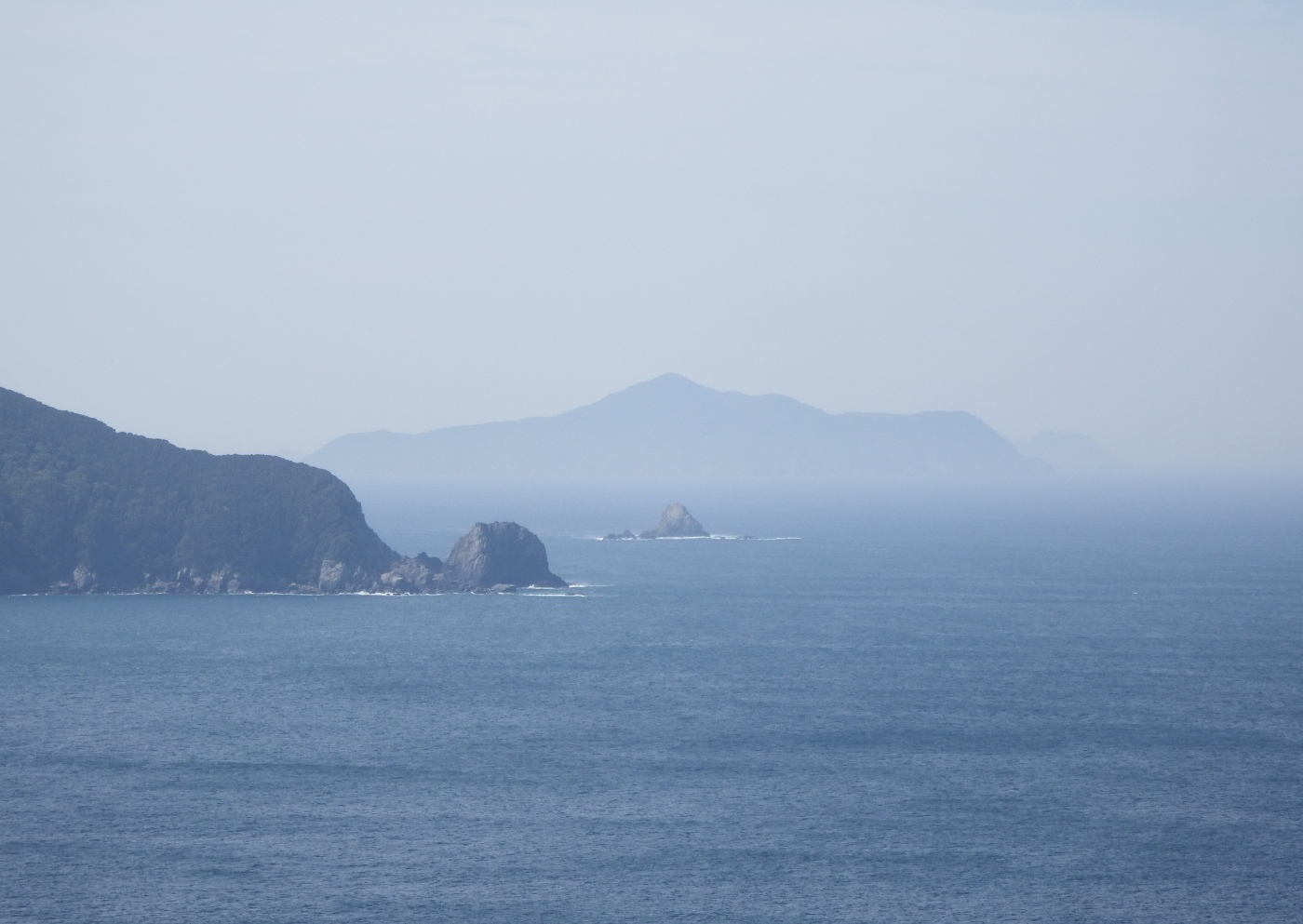
北から望む高茂岬（中央右）と 鵜来島（奥）
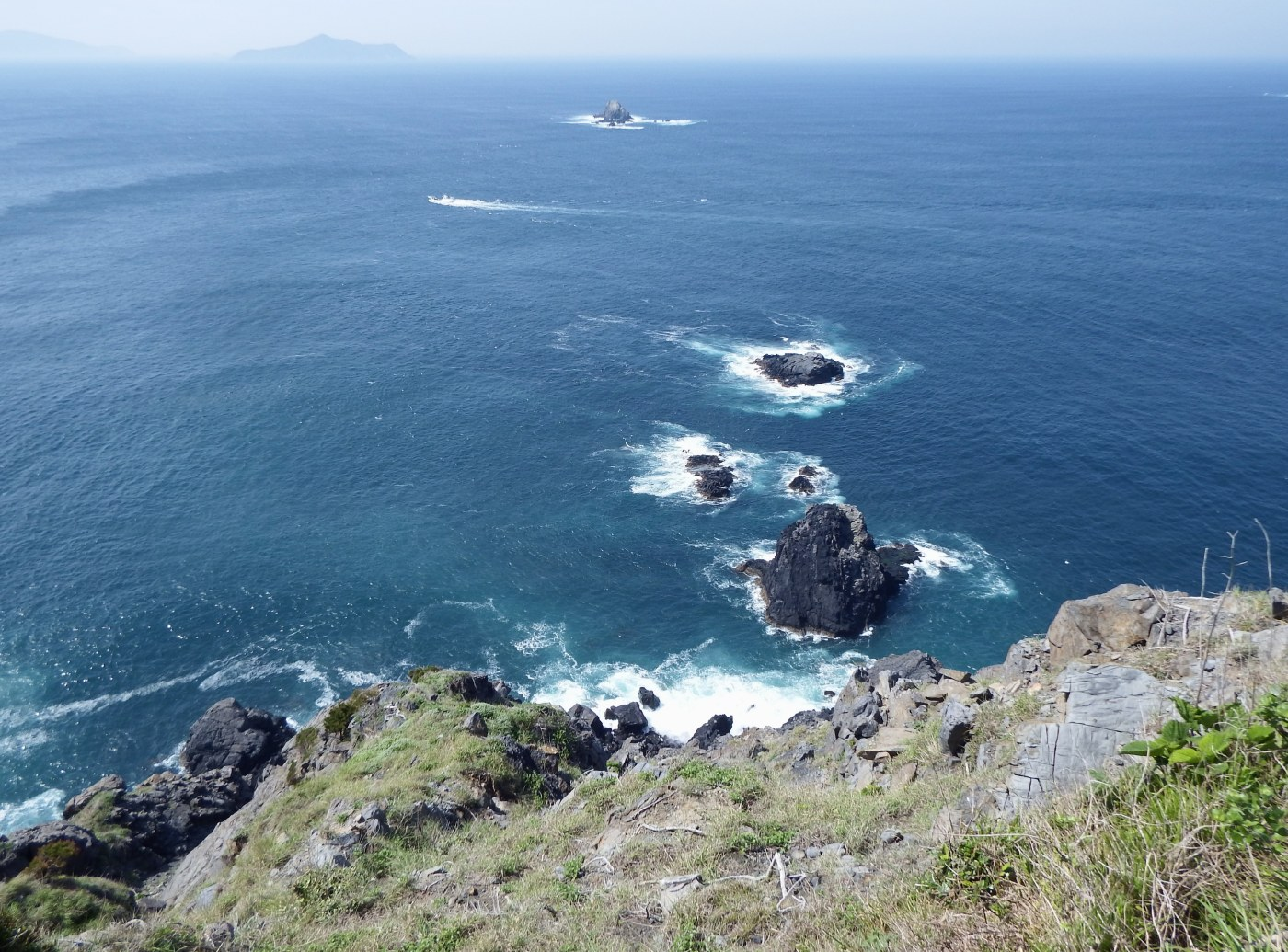
展望所から
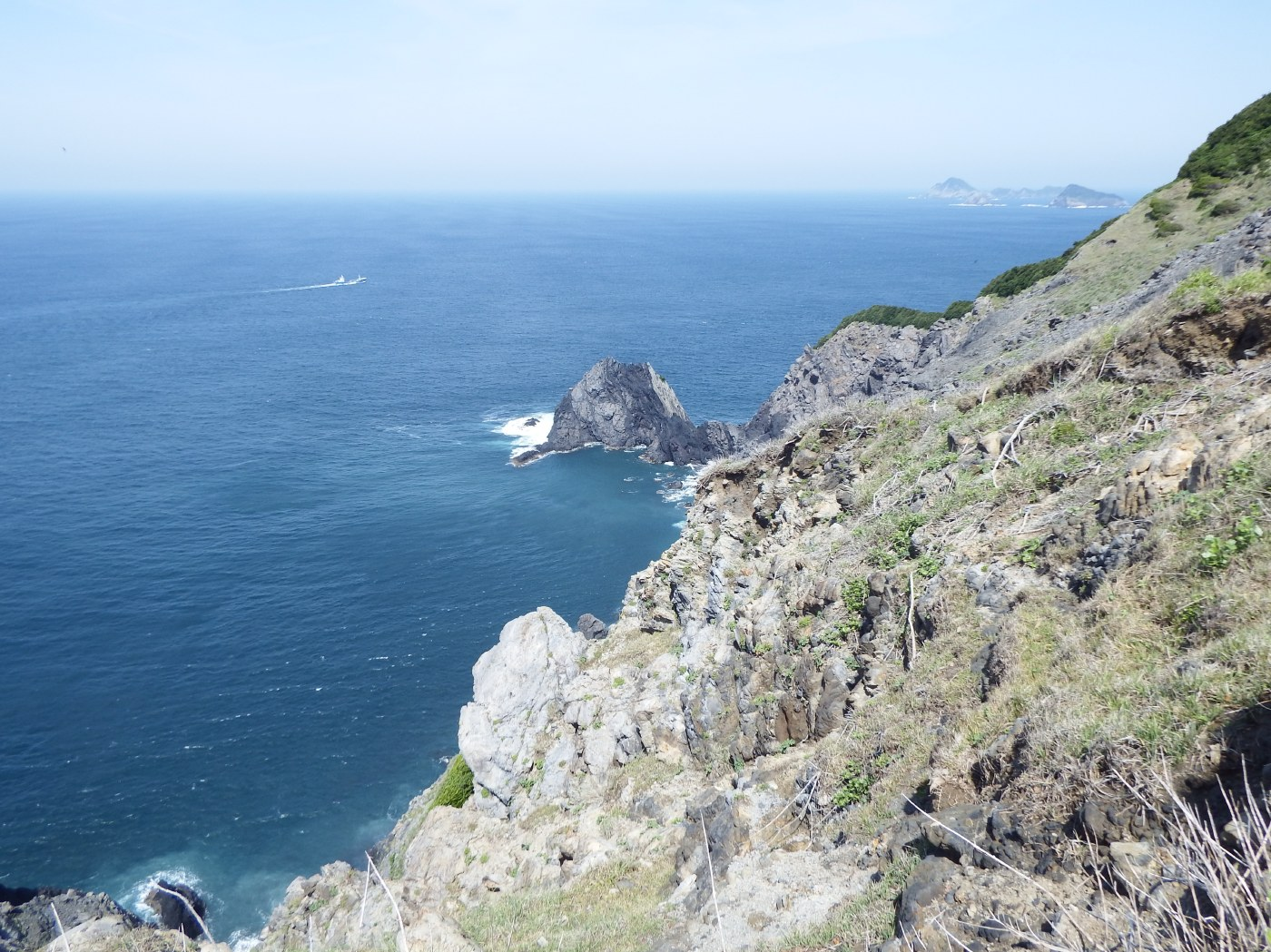
西端部
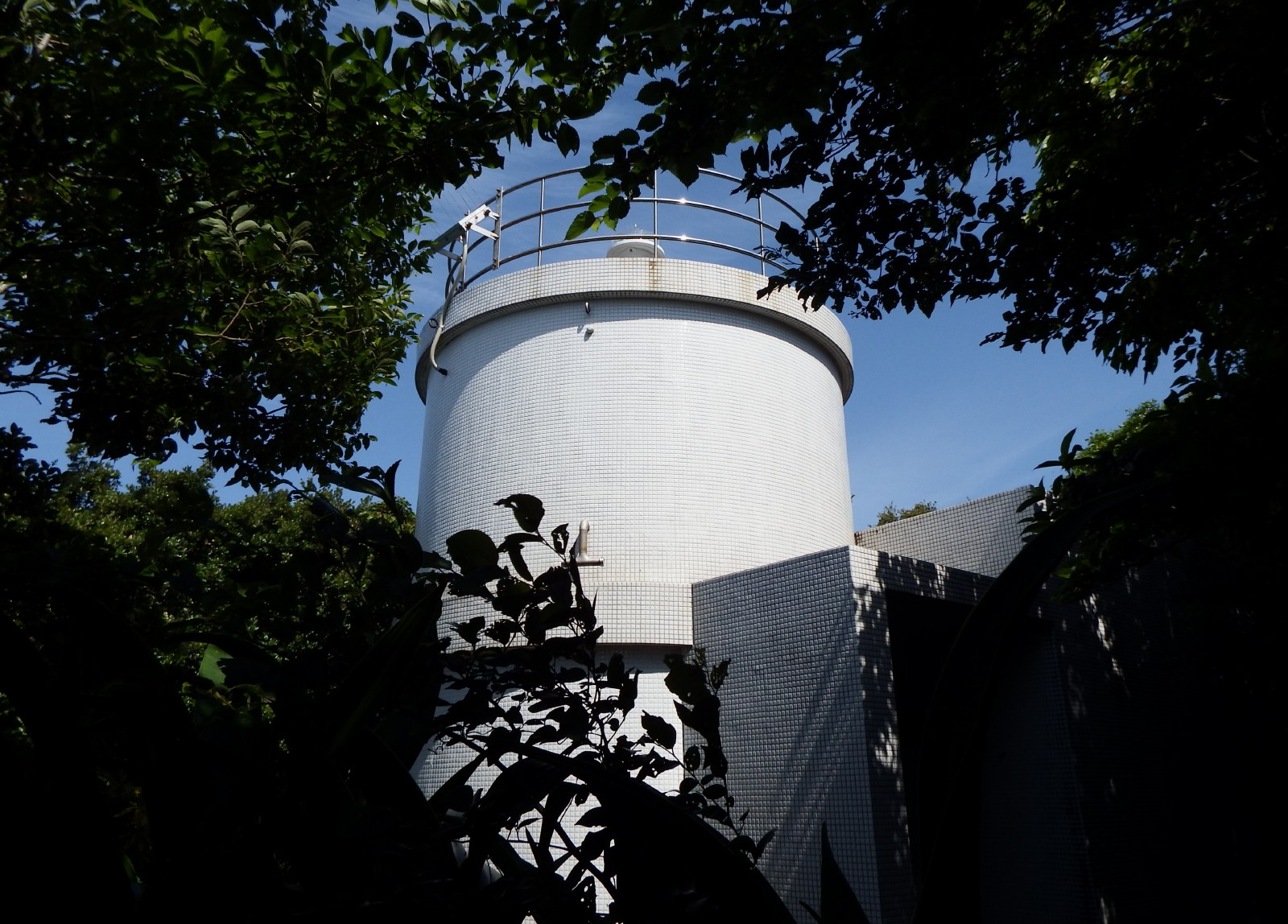
高茂埼灯台
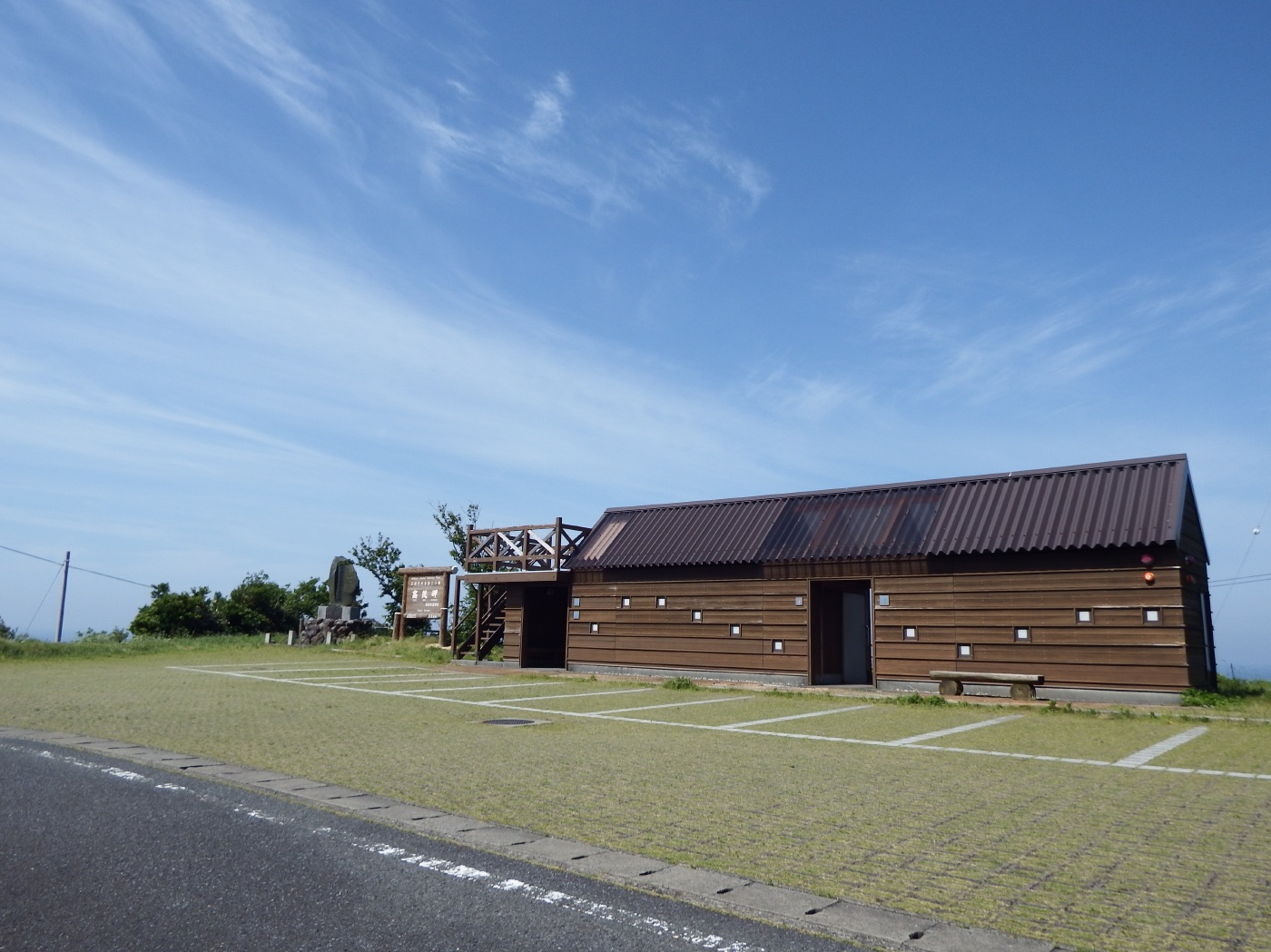
道路脇の設備
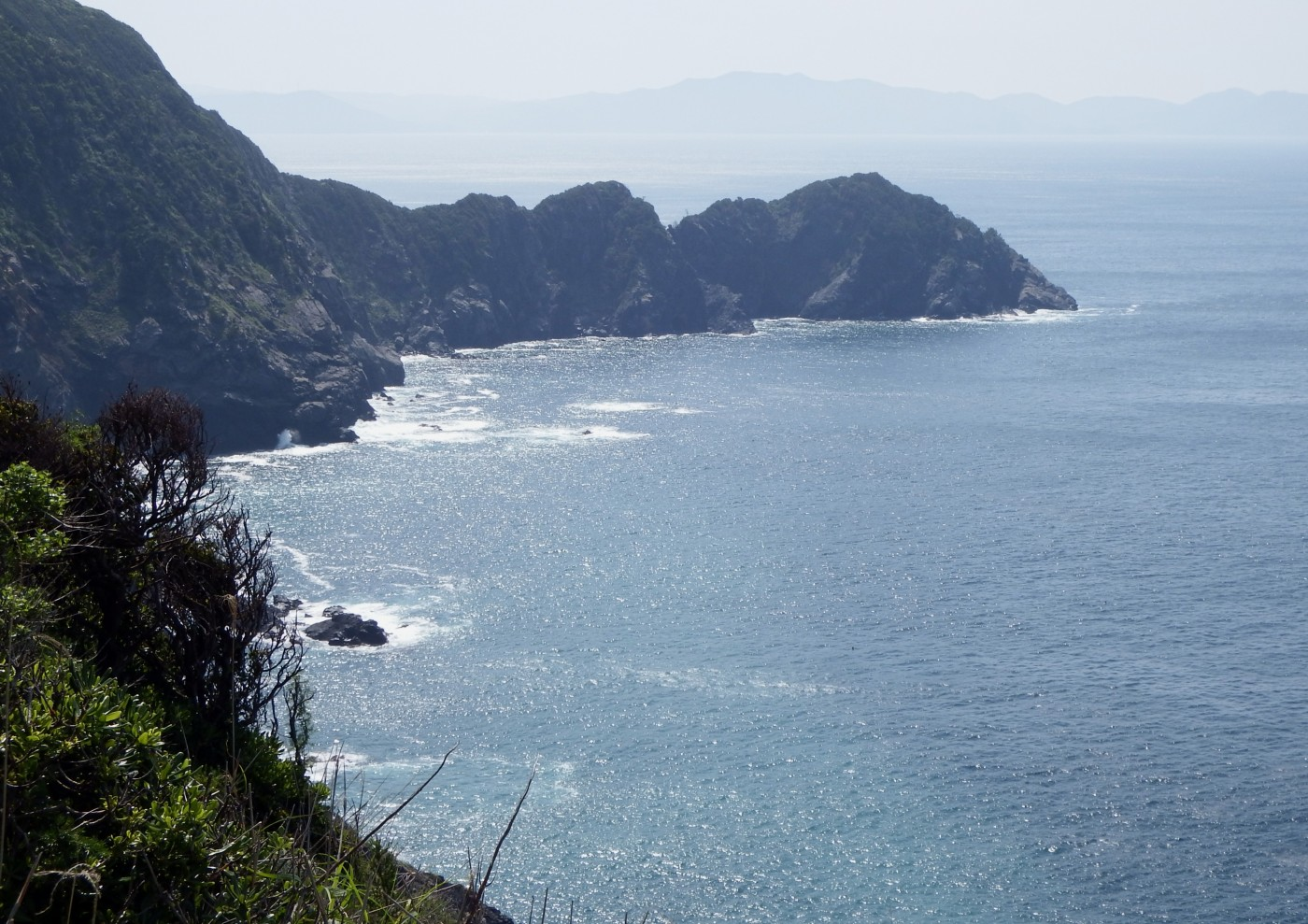
展望所から、南東にある鼻面岬